# Léon Halévy
Léon Halévy (Parigi, 14 gennaio 1802 – Saint-Germain-en-Laye, 2 settembre 1883) è stato un drammaturgo, storico e giornalista francese, membro della celebre famiglia Halévy.

## Biografia

### Carriera
Studiò giurisprudenza. Nel 1824-1825 fu l'ultimo segretario di Saint-Simon, dopo Auguste Comte; considerava questo incontro fondamentale per la vita. Fu accanto a Saint-Simon durante l'ultimo anno della sua vita, con Olinde Rodrigues. Dopo la morte di Saint-Simon (19 maggio 1825), Léon Halévy tenne un discorso molto elogiativo al funerale del suo maestro. Fece parte del nucleo iniziale di seguaci del pensiero di Saint-Simon. Nel giugno 1825, divenne azionista del quotidiano Saint-Simoniano Le Producteur, fondato da Olinde Rodrigues e Prosper Enfantin .
Notando l'evoluzione "religiosa" del sansimonismo, che divenne una setta, Léon Halévy lasciò il gruppo abbastanza rapidamente.
Halévy fu assistente professore di letteratura francese all'École polytechnique dal 1831 al 1834  e assistente bibliotecario all'Institut de France.
L'Accademia di Francia gli conferì il Premio Bordin nel 1862 per la sua traduzione in versi dei Tragici greci.

### Vita privata
Léon Halévy ebbe una relazione con M Paradol, attrice e membro della Comédie-Française, un figlio di nome Anatole Prévost-Paradol (1829-1870), brillante giornalista.
Dal suo matrimonio nel 1832 con Alexandrine Le Bas (1813-1893), figlia dell'architetto Hippolyte Le Bas, Léon Halévy ebbe due figli: Ludovic (1834-1908), librettista di successo e cugino per matrimonio di Georges Bizet, e Valentine (1846-1893).

## Opere

### Teatro
- 1826: Le Duel, commedia in 1 atto e in prose;
- 1828: Le Concert à la campagne, intermezzo in 1 atto, con Jules-Henri Vernoy de Saint-Georges;
- 1828: L'Espion, dramma in 5 atti, in prose, con Louis Marie Fontan e Gustave Drouineau;
- 1829: Le Czar Démétrius, tragedia in 5 atti e in versi;
- 1829: Le Dilettante d'Avignon, opéra-comique in 1 atto, di François Benoît Hoffmann, terminata da Léon Halévy, musica di Fromental Halévy;;
- 1831: Beaumarchais à Madrid, dramma in 3 atti e in 5 parti, tratto da Goethe;
- 1831: Le Chevreuil, ou le Fermier anglais, commedia in 3 atti, con Ernest Jaime;
- 1832: Folbert, ou le Mari de la cantatrice, commedia in 1 atto, con distici, con Ernest Jaime;
- 1832: Le Grand seigneur et la paysanne, ou Une leçon d'égalité, commedia in 2 atti, con distici, da un episodio di Barnave di Jules Janin, con Ernest Jaime;
- 1832: Grillo, ou le Prince et le banquier, commedia-vaudeville in 2 atti, con Adolphe de Leuven e Ernest Jaime;
- 1833: M. Mouflet, ou le Duel au 3° étage, commedia-vaudeville in 1 atto, con Ernest Jaime;
- 1833: Indiana, dramma in 5 parti, con Francis Cornu;
- 1833: Le Sauveur, commedia in 3 atti, con distici, con Victor Lhérie;
- 1836: Geneviève, ou la Grisette de province, dramma in 4 atti, con Ernest Jaime;
- 1837: Louise Duval, ou Un préjugé, dramma in 4 atti, con Ernest Jaime;
- 1837: Leone Leoni, dramma in 3 atti, in prosa, tratto da Leone Leoni romanzo di George Sand;
- 1839: La Madone, dramma in 4 atti, con Buy;
- 1839: Carte blanche, commedia in 1 atto e in prosa, con Paul Duport;
- 1839: La Rose jaune, commedia in 1 atto, con distici, da una novella di Charles de Bernard;;
- 1839: Le Château de Saint-Germain, dramma in 5 atti, con Francis Cornu;
- 1840: Les Caprices, commedia-vaudeville in 1 atto, con Arsène de Cey;
- 1841: Les Trois Étoiles, commedia in 1 atto, con distici, con Ernest Jaime, tratta da Nœud gordien di Charles de Bernard;
- 1843: Un mari, s'il vous plaît, commedia-vaudeville in 1 atto, con Pitre-Chevalier;
- 1856: Le Mari aux épingles, commedia in 1 atto, con distici;
- 1858: Ce que fille veut, commedia in un atto e in versi;
- 1859: Un fait-Paris, commedia-vaudeville in 1 atto;
- 1860: Le Mari sans le savoir, operetta in 1 atto, con Ludovic Halévy, musica di Charles de Morny;
- 1863: Électre, tragedia in 4 atti, con cori, tradotta da Sofocle;
- Martin Luther, ou la Diète de Worms, dramma storico in 4 atti, in versi, tratto da Zacharias Werner, 1866 (disponibile su Gallica).

### Traduzioni
- 1821-1823: Odes d'Horace, traduites in vers français, 5 volumes;
- 1846: La Grèce tragique, chefs-d'œuvre d'Eschyle, de Sophocle et d'Euripide, traduits in vers, accompagnés de notices, (disponibile su Gallica).
- 1860: Hérodien. Histoire romaine depuis la mort de Marc-Aurèle jusqu'à l'avènement de Gordien III;
- 1861: Les Euménides, tragédie d'Eschyle, traduite en vers;
- 1862: Macbeth, tragédie en 5 atti, d'après Shakespeare;
- 1875: La Mort de Nostradamus, dramma storico in 1 atto e in versi (da documenti inediti);[4]

### Altre pubblicazioni
- 1821: Emma ou la Nuit des noces;
- 1825: Résumé de l'histoire des Juifs anciens;
- 1825: Trois élégies: le Malade à la campagne, le Vieillard in enfance, le Sommeil de la mourante, suivies de: Commode et le gladiateur, fragment épique;
- 1827: Poésies européennes;
- 1828: Résumé de l'histoire des Juifs modernes;
- 1828: Le Théâtre français, épître-satire à M. le baron Taylor;
- 1834: Luther, poème dramatique in 5 parties, disponibile su Gallica).
- 1837: Histoire et modèles de la littérature française, 4 voll.;
- 1843: Fables;
- 1855: Fables nouvelles;
- 1862: F. Halévy, sa vie et ses œuvres. Récits et impressions personnelles. Simples souvenirs;